# Acontia naevulosa
Acontia naevulosa är en fjärilsart som beskrevs av Saalmüller 1891. Acontia naevulosa ingår i släktet Acontia och familjen nattflyn. Inga underarter finns listade i Catalogue of Life.